# Leonardiella koreana
Leonardiella koreana – gatunek roztocza z kohorty żukowców i rodziny Trachyuropodidae.
Gatunek ten opisali w 2012 roku J. Kontschán, S. J. Park, T. J. Yoon i W. Y. Choi.
Roztocz ten osiąga 870–880 μm długości idiosomy. Kształt idiosomy jest owalny z dwoma parami zaokrąglonych rogów na przedniej krawędzi i parą bocznych wcięć poniżej poziomu bioder czwartej pary. Powierzchnia grzbietowa idiosomy z małymi, owalnymi dołeczkami. Tarczka grzbietowa i marginalne szeroko od siebie rozdzielone, obie z hipertrichią. Szczeciny po bokach tarczki grzbietowej i na marginalnej tęgie i kolcopodobne. Szczeciny pośrodku tarczki grzbietowej T-kształtne, a w pobliżu bocznych wcięć owłosione na krawędziach. Perytremy M-kształtne. W pobliżu tylnych krawędzie bioder czwartej pary obecne poprzeczne bruzdy z wierzchołkowo piłkowanymi szczecinami. Samice mają na przodzie tarczki genitalnej siateczkowatą rzeźbę, a pośrodku małe kolce.
Gatunek znany z Korei Północnej.